# Bernard Pyne Grenfell
Bernard Pyne Grenfell (1869-1926), fou un científic i egiptòleg anglès, membre del Queen's College (Oxford).
Junt el seu amic i col·lega, Arthur Surridge Hunt, van descobrir l'any 1897 els manuscrits d'Oxirrinc, considerats part dels més antic documents del Nou Testament.
L'any 1908, esdevingué professor en papirologia a Oxford i participà en l'edició dels Papirs d'Oxirrinc i altres treballs similars.

## Vegeu
- Papir Oxirrinc 1
- Papir Oxirrinc 654 (1904)
- Papir Oxirrinc 840
- Papir Oxirrinc 1224